# Centro de Estudios Tecnológicos del Mar

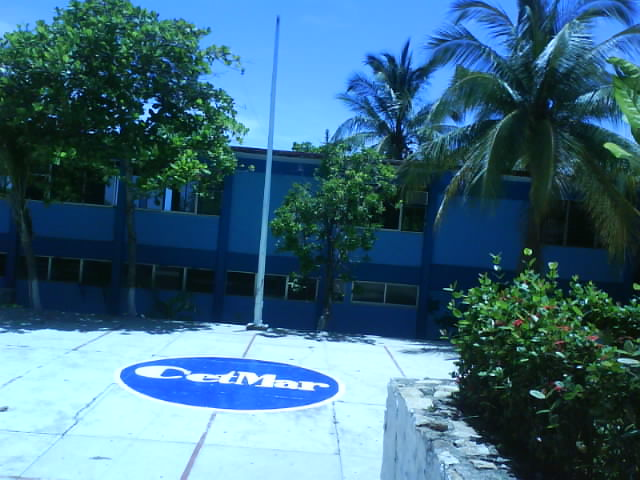

El Centro de Estudios Tecnológicos del Mar (referido comúnmente por su acrónimo CETMAR) es una institución de educación media superior de México, dependiente de la Dirección General de Educación Tecnológica Agropecuaria y Ciencias del Mar (DGETAyCM), y adscrita a la Subsecretaría de Educación Media Superior (SEMS), que a su vez depende de la Secretaría de Educación Pública (SEP).
Existen 38 CETMAR que imparten bachillerato tecnológico, están distribuidos en todas las entidades federativas de la República Mexicana que tienen costas, algunos con más de un plantel por estado. El CETMAR 11, Ensenada B. C. cuenta con una extensión en Isla Cedros.
A partir de 2013 se incorporan 9 extensiones de CETMAR en los estados de Baja California Sur (San José del Cabo), Sonora (Empalme), Guerrero (Zihuatanejo), Oaxaca (Pochutla y Huatulco), Yucatán (Telchac), Veracruz (Boca del Río) y Quintana Roo (Cozumel y Playa del Carmen), Tamaulipas (Ciudad Madero).
Existen dos planteles homólogos pertenecientes a la DGECyTM en el interior de la República Mexicana, junto a cuerpos de aguas continentales: los CETAC (Centro de Estudios Tecnológicos en Aguas Continentales), ubicados en Hidalgo (Tezontepec de Aldama) y Jalisco (Jocotepec).
Los estudiantes de los planteles de la DGECyTM egresan con bachillerato tecnológico, es decir, bachillerato bivalente, ya que además de que estudian el nivel medio superior, cuentan con una formación profesional que les permite incorporarse al mercado laboral en alguna actividad productiva propia de la región donde habitan: en los litorales y junto a cuerpos de aguas continentales.
Con el bachillerato tecnológico pueden continuar una carrera de nivel superior.
La formación profesional es modular, intercambiable y basada en el sistema de competencias laborales. Su estructura está plasmada en el Acuerdo Secretarial 345 y en el Acuerdo Secretarial 653, ambos publicados en el DOF (Diario Oficial de la Federación).
Los estudiantes, al finalizar sus estudios y cubriendo los requisitos correspondientes, obtienen un título y cédula profesional con registro ante la DGP (Dirección General de Profesiones).

## Oferta Educativa
Actualmente se ofertan 51 carreras de Nivel Técnico:  https://dgetaycm.sep.gob.mx/
- Técnico en Acuacultura de Aguas Continentales
- Técnico en Acuacultura de Aguas Marítimas
- Técnico en Administración de Recursos Humanos
- Técnico en Construcción y Reparación Naval
- Técnico en Electrónica
- Técnico como Laboratorista Ambiental
- Técnico en Mecánica Naval
- Técnico en Navegación y Pesca
- Técnico en Operación Portuaria
- Técnico en Pesca Deportiva y Buceo
- Técnico en Preparación de Alimentos y Bebidas
- Técnico en Producción Industrial de Alimentos
- Técnico en Recreaciones Acuáticas
- Técnico en Refrigeración y Climatización
- Técnico en Sistemas de Información Geográfica
- Técnico en Logística Marina
- Técnico en Servicios Costa Afuera
- Técnico en Servicios de Hospedaje

## Localización
| Estado              | Escuelas | Número único                                                 |
| ------------------- | -------- | ------------------------------------------------------------ |
| Baja California     | 1        | 11                                                           |
| Baja California Sur | 4        | 4, 21, 30, 31                                                |
| Campeche            | 2        | 2, 29                                                        |
| Chiapas             | 1        | 24                                                           |
| Colima              | 1        | 12                                                           |
| Guerrero            | 2        | 18 Archivado el 9 de mayo de 2013 en Wayback Machine., 27,34 |
| Michoacán           | 1        | 16                                                           |
| Nayarit             | 2        | 6, 26                                                        |
| Oaxaca              | 2        | 5,37                                                         |
| Quintana Roo        | 4        | 10 33, 36, 41                                                |
| Sinaloa             | 4        | 8, 13, 23, 28                                                |
| Sonora              | 3        | 3, 14, 22                                                    |
| Tabasco             | 2        | 19 [38]                                                      |
| Tamaulipas          | 2        | 9, 35                                                        |
| Veracruz            | 4        | 1, 7, 15 , 20                                                |
| Yucatán             | 1        | 17                                                           |

## Escuelas hermanas
- Centros de Estudios de Bachillerato
- Preparatoria Federal Lázaro Cárdenas
- Preparatoria Federal por Cooperación

- Centros de Estudios Tecnológicos Industrial y de Servicios
- Centros de Bachillerato Tecnológico Agropecuario https://dgetaycm.sep.gob.mx/
- Centros de Bachillerato Tecnológico Forestal https://dgetaycm.sep.gob.mx/
- Centro de Estudios Tecnológicos en Aguas Continentales https://dgetaycm.sep.gob.mx/